# Акмечетська сільська рада
Акмече́тська сільська́ ра́да — орган місцевого самоврядування в Доманівському районі Миколаївської області. Адміністративний центр — село Акмечетські Ставки.

## Загальні відомості
- Територія ради: 69,697 км²
- Населення ради: 1 216 осіб (станом на 2001 рік)
- Територією ради протікає річка Південний Буг.

## Населені пункти
Сільській раді були підпорядковані населені пункти:
- с. Акмечетські Ставки
- с. Жовтневе
- с. Птиче

## Склад ради
Рада складалася з 16 депутатів та голови.
- Голова ради: Мартинова Олена Михайлівна

### Керівний склад попередніх скликань
| Прізвище, ім'я, по батькові | Основні відомості                                    | Дата обрання | Дата звільнення |
| --------------------------- | ---------------------------------------------------- | ------------ | --------------- |
| Волошин Ігор Миколайович    | Сільський голова, 1970 року народження, безпартійний | 26.03.2006   | 07.05.2008      |
| Мартинова Олена Михайлівна  | Сільський голова, 1966 року народження, позапартійна | 30.11.2008   | 31.10.2010      |
| Мартинова Олена Михайлівна  | Сільський голова, 1966 року народження, позапартійна | 03.11.2010   |                 |

Примітка: таблиця складена за даними сайту Верховної Ради України